# 상용차신문
상용차신문은 한국의 상용차 시장에 대한 이해와 분석을 위한 통계, 컨설팅 등 상용차와 관련된 정보를 제공하고 있으며 (주)상용차정보에서 발행하는 상용차 전문 매체이다.

## 연혁
2010년 3월 이래 현재까지 운영하고 있으며 2014년 10월 상용차신문 모바일 페이지를 오픈했다.

## 같이 보기
- 트럭스앤파츠
- 상용차매거진
- 상용차 DB